# Chiesa archipresbiteriale della Natività della Beata Vergine Maria
La chiesa archipresbiteriale della Natività della Beata Vergine Maria è un edificio di culto cattolico situato in piazza Boiardo a Scandiano, in provincia di Reggio Emilia. La chiesa è sede dell'omonima parrocchia del vicariato Valle del Secchia della diocesi di Reggio Emilia-Guastalla.

## Storia
La chiesa, dedicata alla natività di Maria, fu fatta erigere nella prima metà del XV secolo, intorno al 1430, da Feltrino Boiardo, primo conte di Scandiano, su disegno di un architetto ferrarese. Egli lasciò nel testamento la volontà di esservi tumulato dopo la sua morte, avvenuta nel 1455. Da allora, molti feudatari di Scandiano fecero posare in questo luogo le loro spoglie mortali.
Il conte Matteo Maria Boiardo costituì un consorzio di preti nel 1497, che fecero assumere alla chiesa scandianese il titolo di Pieve. Verso la metà del XVI secolo vi erano infatti numerose chiese associate in tutto il territorio.
Nel 1762 la chiesa fu oggetto di un restauro e nel 1766 venne completata la torre campanaria. Un nuovo restauro avvenne nel 1904. La chiesa fu danneggiata da un da un bombardamento nel 1945. Fu ricostruita dall'allora parroco don Albino Rossi.

## Architettura
La chiesa presenta una facciata tripartita, verticalmente sormontata da un grande frontone ricurvo. L'interno è a tre navate e otto campate. La facciata è rivestita di intonaco monocromatico e rispecchia le tre navate interne. Il resto dell'esterno della chiesa è in superficie muraria. 
All'interno è presente un dipinto raffigurante Santa Caterina d'Alessandria, patrona del paese, ad opera di Bartolomeo Passerotti (1588) e un dipinto della Madonna delle Grazie, nell'altare di San Pietro, del pittore reggiano Orazio Talami (1624-1708). Vi è poi una rappresentazione della Natività, ad opera del pittore francese Jean Baptiste Le Bell (1740). 
La chiesa conserva anche alcune sculture in legno del XVI, XVII e XVIII secolo, tra cui il gruppo statuario della madonna del Rosario (1654), l'altare del SS Sacramento (1704) e il Cristo Morto. Da ricordare poi il cenotafio che conserva il cuore di Lazzaro Spallanzani, opera del reggiano Francesco Tondelli (1808). 
Collocate nei sotterranei, si conservano molto probabilmente i resti del poeta Matteo Maria Boiardo e dei suoi famigliari.